# Litschau
Litschau, tschechisch: Ličov, ist eine Stadtgemeinde mit 2093 Einwohnern (Stand 1. Jänner 2025) im Bezirk Gmünd in Niederösterreich. Sie ist die nördlichste Stadt in Österreich. Als Wahrzeichen der Stadt gilt der alte Schlossturm – auch Hungerturm genannt. Seit 2007 ist Litschau Luftkurort.

## Geografie
Litschau liegt im niederösterreichischen Waldviertel im Tal des Reißbaches auf 531 m ü. A., etwa 5–10 km von der tschechischen Grenze entfernt. Nicht zuletzt durch die Gewässer Herrensee und Schönauer Teich ist Litschau besonders im Sommer ein touristischer Ort, der um Familien als Feriengäste wirbt.
Die Fläche der Stadtgemeinde umfasst 81,08 Quadratkilometer. 64,78 % der Fläche sind bewaldet.

### Gemeindegliederung
Das Gemeindegebiet umfasst folgende 11 Ortschaften (in Klammern Einwohnerzahl Stand 1. Jänner 2025):
- Gopprechts (151) samt Gopprechtshäuser
- Hörmanns bei Litschau (85) samt Kainraths und Waldhäuser
- Josefsthal (0)
- Litschau (1273) samt Kainraths, Langauhäuser, Schandacherhäuser, Schlägerhäuser und Seilerndorf
- Loimanns (135) samt Kibitzhäuser
- Reichenbach (37)
- Reitzenschlag (138)
- Saaß (46) samt Obere Saaß und Untere Saaß
- Schandachen (78) samt Breitel, Burgstall, Sagmühle und Weitewies
- Schlag (74) samt Kashof
- Schönau bei Litschau (76) samt Galthof, Schönauhäuser und Windmannhäuser

Die Gemeinde besteht aus den Katastralgemeinden Gopprechts, Hörmanns, Litschau, Loimanns, Reichenbach, Reitzenschlag, Saaß, Schandachen, Schlag und Schönau.

### Nachbargemeinden
|                        | Haugschlag                                  | Reingers         |
| Staňkov u Třeboně (CZ) | Kompassrose, die auf Nachbargemeinden zeigt | Eisgarn          |
| Rapšach (CZ)           | Brand-Nagelberg                             | Heidenreichstein |

### Klima
Auf dem Hochplateau des nördlichen Waldviertels herrscht aufgrund der von Norden immer wieder eindringenden kontinentalen Luftmassen ein raueres Klima als in anderen Teilen Niederösterreichs. Dazu kommen regionale Kaltluftseen. Nicht ohne Grund gab es dort den Spruch “Neun Monate Winter – drei Monate kalt”. Aber auch hier ist der Klimawandel bemerkbar, wie ein Infoblatt des österreichischen Umweltbundesamtes als künftige Entwicklung klarmacht.
In Litschau sind die Sommer angenehm; die Winter sind eiskalt, schneereich und windig.
|                        | Jan  | Feb  | Mär  | Apr  | Mai  | Jun  | Jul  | Aug  | Sep  | Okt  | Nov  | Dez  |   |      |
| Mittl. Temperatur (°C) | −2,9 | −2,0 | 2,0  | 6,9  | 12,4 | 15,2 | 17,2 | 16,6 | 12,0 | 7,2  | 2,0  | −1,8 | ⌀ | 7,1  |
| Mittl. Tagesmax. (°C)  | 0,6  | 2,4  | 6,9  | 12,8 | 18,2 | 20,9 | 23,3 | 23,0 | 17,8 | 12,1 | 5,2  | 1,2  | ⌀ | 12,1 |
| Mittl. Tagesmin. (°C)  | −5,3 | −4,8 | −1,3 | 2,2  | 7,0  | 9,8  | 11,6 | 11,4 | 7,9  | 4,1  | −0,2 | −4,0 | ⌀ | 3,2  |
|                        |      |      |      |      |      |      |      |      |      |      |      |      |   |      |
| Niederschlag (mm)      | 42   | 40   | 59   | 56   | 89   | 105  | 124  | 105  | 79   | 48   | 50   | 47   | Σ | 844  |
|                        |      |      |      |      |      |      |      |      |      |      |      |      |   |      |
| Luftfeuchtigkeit (%)   | 78,8 | 69,9 | 63,7 | 55,7 | 55,3 | 57,0 | 55,4 | 54,3 | 61,8 | 68,5 | 80,2 | 82,9 | ⌀ | 65,3 |

| −5,3 |

| −4,8 |

| −1,3 |

| 2,2 |

| 7,0 |

| 9,8 |

| 11,6 |

| 11,4 |

| 7,9 |

| 4,1 |

| −0,2 |

| −4,0 |

| −5,3 |

| −4,8 |

| −1,3 |

| 2,2 |

| 7,0 |

| 9,8 |

| 11,6 |

| 11,4 |

| 7,9 |

| 4,1 |

| −0,2 |

| −4,0 |

## Geschichte
Mittelalter
Der Name Litschau ist slawischen Ursprungs und lässt sich auf Ličov- gebildet auf den Personennamen Lič- zurückführen. Die ehemalige Burgstadt diente der Grenzbefestigung und entstand im 13. Jahrhundert als planmäßig angelegte Marktsiedlung mit einem Straßenplatz östlich und unterhalb der Burg, jenseits der Senke des Reißbaches. Während die Burg um 1215 erstmals urkundlich erwähnt wird, findet sich der Ort 1260/62 quellenmäßig belegt. Am Hofe von Ottokar II. Přemysl, der auch Herzog von Österreich war, wird um 1272 ein fahrender Sänger namens Litschauer („Litschower“) genannt. Dieser wurde mit in die Manessische Handschrift (Große Heidelberger Liederhandschrift) aufgenommen. 1282 belehnt Graf Gebhard (VII.) von Hirschberg Leutold und Heinrich von Kuenring mit deren Familien mit Litschau. Nach dem erfolglosen Aufstand mit Beteiligung der Kuenringer gegen Herzog Albrecht I. Ende 1295/1296 nötigt dieser den Hirschberger im Februar 1297 zur Abgabe seiner niederösterreichischen Besitzungen inklusive Litschau für 250 Mark Silber an Albrecht. 1369 als Markt bezeichnet, lag Litschau an einem wichtigen Kreuzungspunkt zweier Fernstraßen nach Böhmen. Im Jahr 1386 wird Litschau urkundlich als Stadt erwähnt. Als Klein- und Ackerbürgerstadt war Litschau über viele Jahrhunderte auch Zentralort der gleichnamigen Herrschaft.

### Frühe Neuzeit (16.–18. Jh.)
Im 16. Jahrhundert begannen die Grundherren von Stadt und Herrschaft Litschau, allen voran die Kraiger von Kraigk zu Landstein und Neubistritz (1541–1572), auf die bis dahin unter bürgerlicher Dominanz stehenden Gewerbe zuzugreifen. Ausgangspunkt dieses Prozesses war dabei die Errichtung eines regelrechten gewerblichen Produktionszentrums am Fuße des Litschauer Burgbergs. Hier wurde zunächst ein Teich (der Mühlteich, später Herrenteich und heute Herrensee genannt) von böhmischen Teichgräbern angelegt, um den Betrieb einer neuen und großen herrschaftlichen Mühle zu gewährleisten. Der Mühle wiederum schloss sich ein ebenfalls neu errichtetes Brauhaus an, wobei die Kraiger den bürgerlichen Bierbrauern in Litschau das Recht, Bier zu brauen und zu verkaufen, entzogen. Neben den Brau- und Schankrechten verloren die Bürger auch das Recht des Bier- und Holzhandels. Dennoch konnte die Stadt im 16. Jahrhundert noch einen zusätzlichen Jahrmarkt zu Kolomani (13. Oktober) erlangen. Ebenfalls im 16. Jahrhundert verbreitete sich der Protestantismus in Pfarre, Stadt und Herrschaft, wobei dieser Prozess von den jeweiligen Inhabern der Herrschaft gefördert wurde. Im Zuge dessen wurde in Litschau ein neuer evangelischer Gottesacker in einiger Entfernung von der Stadt (auf einer Anhöhe in Richtung Loimanns, dem heutigen Friedhofsberg) eröffnet.
Im 17. Jahrhundert hatten Stadt und Herrschaft Litschau – Untertanen wie Obrigkeiten – vor allem in der Zeit des Dreißigjährigen Krieges große wirtschaftliche Einbußen erlitten, deren Nachwirkungen auch die zweite Hälfte des 17. Jahrhunderts dominierten. So wurden Stadt und Burg zwischen 1618 und 1648 mehrmals belagert, eingenommen und geplündert; kaiserliche und ausländische Truppen mussten über lange Zeiträume beherbergt und verproviantiert werden. Auch war Litschau Sammelplatz für das kaiserliche Heer. Nach 1648 (und noch bis 1683) waren immer wieder Regimenter in der Stadt einquartiert; dazu fanden auch mehrere Durchmärsche von Regimentern statt. Eine wirtschaftlich besonders negative Folge der militärischen Ereignisse, das teilweise jahrelange Sperren der alten Handelsstraßen, welche durch Litschau führten und die Verbindung in den südböhmischen Raum darstellten, führte dazu, dass neue Strecken für Verkehr und Transport errichtet wurden, welche den Raum Litschau umgingen. Die Erträge der Stadtmaut gingen massiv zurück; deren auf sechs Ortschaften verteilten Filialen mussten aufgelassen werden. Militärische Verproviantierung und Einquartierung, die Verpflichtung zu Vorspanndiensten und die zu erbringenden Sondersteuern (sog. Anschläge) zogen eine Verarmung, die Verödung von Hausstellen und die Verschuldung der Stadt nach sich; dazu kamen die Schäden nach einem Orkan (1663) und einem Feuer (1667). Darüber hinaus bewirkten die Maßnahmen der Gegenreformation im 17. Jahrhundert einen Exodus von an die 200 bis 300 lutherischen Bewohnern, welche in die protestantischen Territorien Franken und Schwaben emigrierten. Um die Mitte der 1680er-Jahre sollen zur Herrschaft nur mehr 93 untertänige Häuser gezählt haben.
Im 18. Jahrhundert präsentierte sich Litschau als gewerbliches Zentrum der gleichnamigen Herrschaft, da sich hier die größte Dichte an unterschiedlichen Handwerkern, Gewerbetreibenden und Dienstleistern wiederfand, wobei allerdings nicht vergessen werden darf, dass diese als Ackerbürger auch eine Landwirtschaft betrieben. Die Sterbematriken belegen für den untersuchten Zeitraum u. a. Bader, Schmiede, Braumeister, Strumpfmacher, Tuchmacher, Schneider, Färber, Schuster, Fleischhauer, Weber, Maurer, Schlosser, Tischler, Binder, Büchsenmacher, Reifenhersteller, Wagner, Gerber, Hafner, Müller und Bäcker. Darüber hinaus gab es auch nicht näher definierte Arbeiter, Hundefänger und Vertreter von „unehrlichen“ Berufen, etwa Schinder. Auch fanden sich in Litschau – neben den Stadträten – die Oberhäupter der bürgerlich-städtischen Verwaltung, nämlich Bürgermeister, Stadtrichter und Stadtschreiber. Daneben war in der Stadt auch eine der (insgesamt vier) herrschaftlichen Gaststätten angesiedelt. Das Herrschaftswirtshaus in Litschau war mit einer Fleischbank verbunden und in den 1730er-Jahren an die Fleischerfamilie Blach verpachtet, welche sowohl innerhalb der Verlassenschaftsabhandlungen als auch der Matriken gut belegt ist. Darüber hinaus bot die Stadt eine besondere Plattform für den Umsatz von landwirtschaftlichen Produkten und gewerblichen Gütern, nämlich ihre Wochen-, Jahr- und Viehmärkte, die auf dem Stadtplatz abgehalten wurden.

### 20. Jahrhundert
1900 wurde die Strecke der Waldviertler Schmalspurbahnen von Gmünd nach Litschau durch die Niederösterreichischen Landesbahnen in Betrieb genommen. Der Personenverkehr wurde jedoch 1986 eingestellt. Seit Einstellung des Güterverkehrs Anfang 2001 wird ein fahrplanmäßiger touristischer Nostalgiebetrieb nach Litschau durchgeführt.
Zwischen Juni und September 1944 wurden ungarische Juden als Zwangsarbeiter in einer Strickwarenfabrik eingesetzt.
Im Zuge der NÖ. Kommunalstrukturverbesserung wurden zum Jahresbeginn 1969 die Gemeinden Gopprechts, Loimanns, Reichenbach und Schönau bei Litschau eingegliedert. Anfang 1972 folgten die Gemeinden Hörmanns bei Litschau, Reitzenschlag, Schandachen und Schlag.

### Bevölkerungsentwicklung
Die Bevölkerungszahl nahm in den letzten Jahrzehnten ab, da sowohl Geburtenbilanz als Wanderungsbilanz negativ waren.

## Kultur und Sehenswürdigkeiten

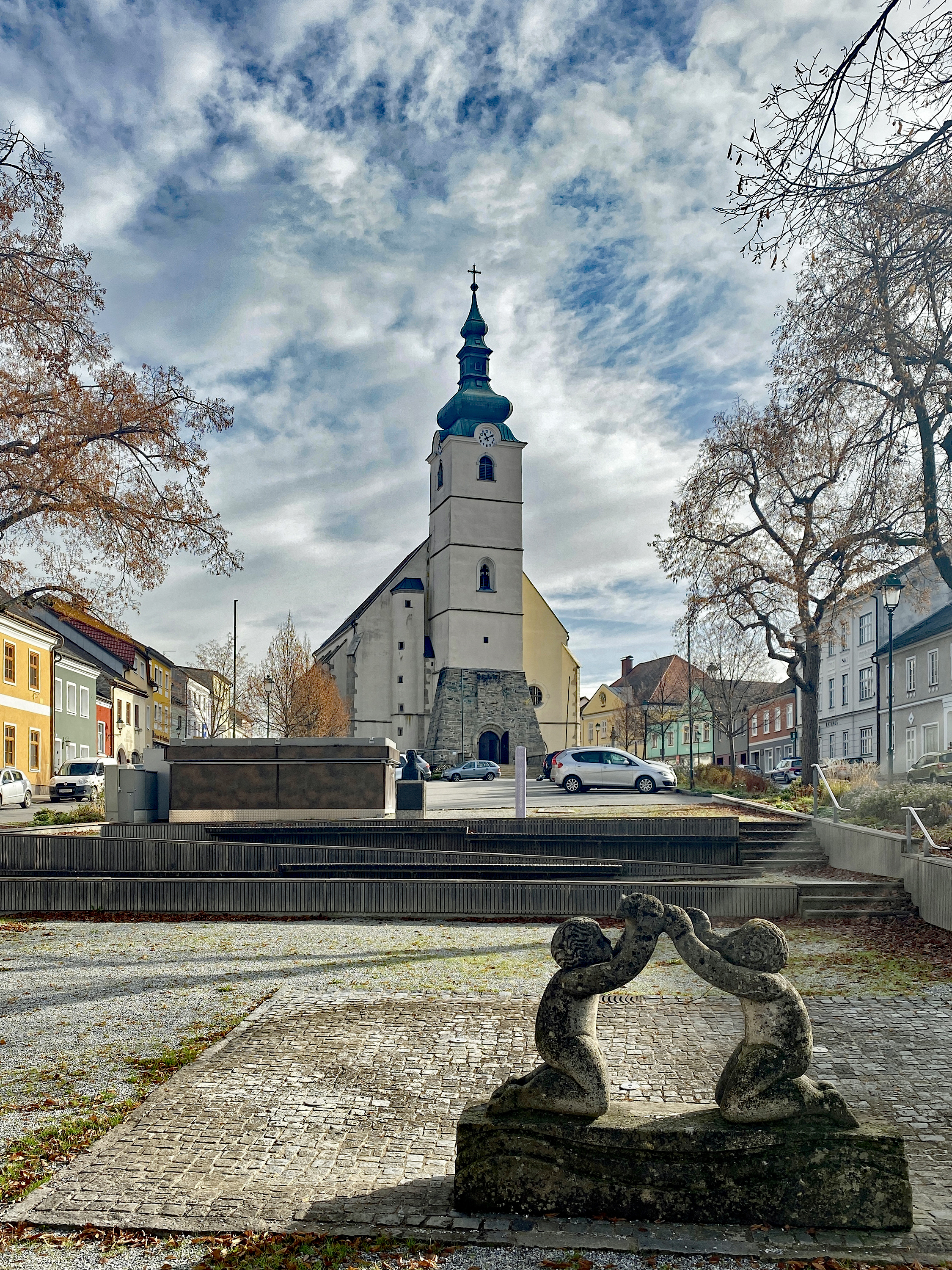
Pfarrkirche Litschau am Stadtplatz

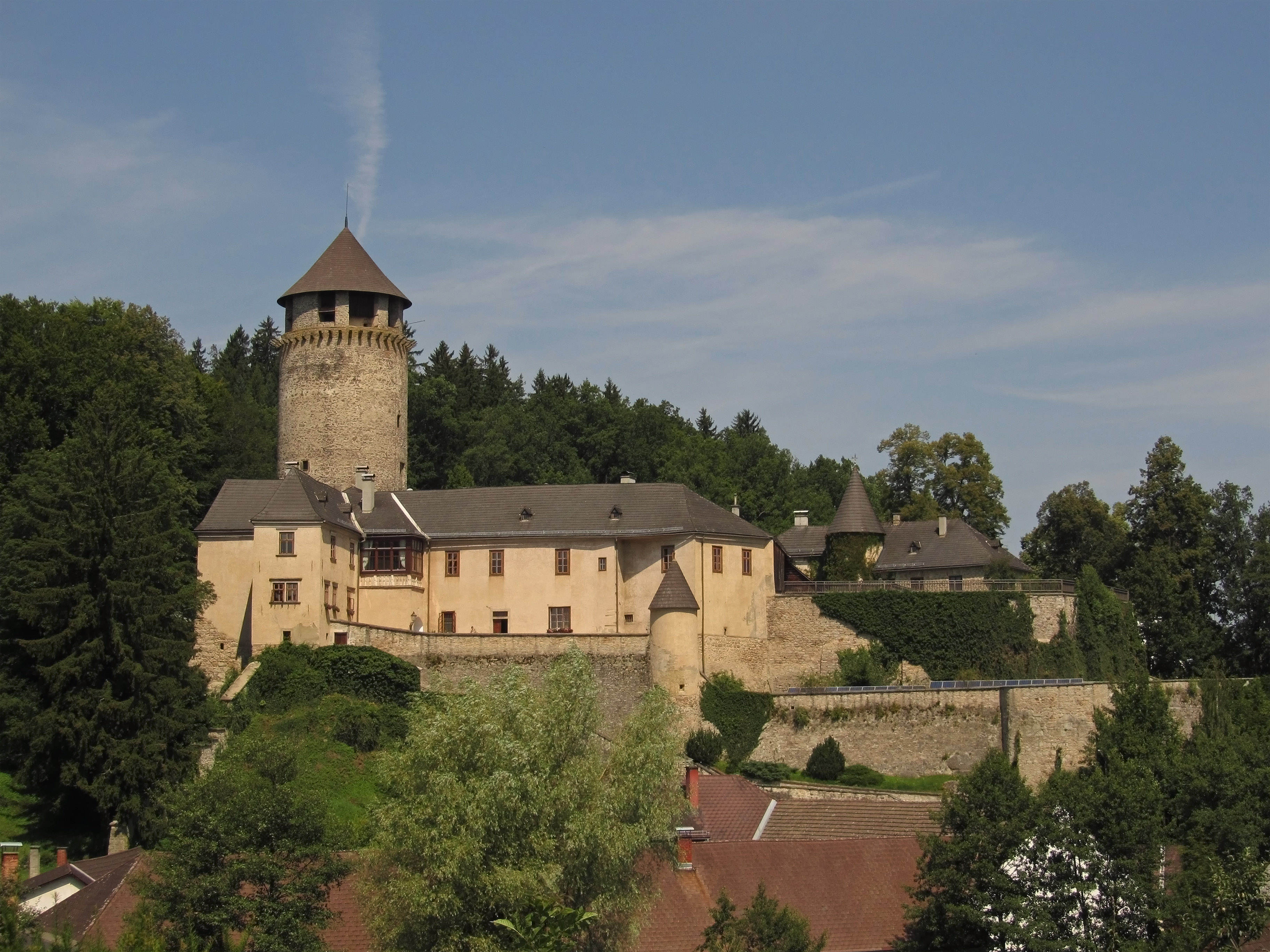
Schloss Litschau mit dem Hungerturm

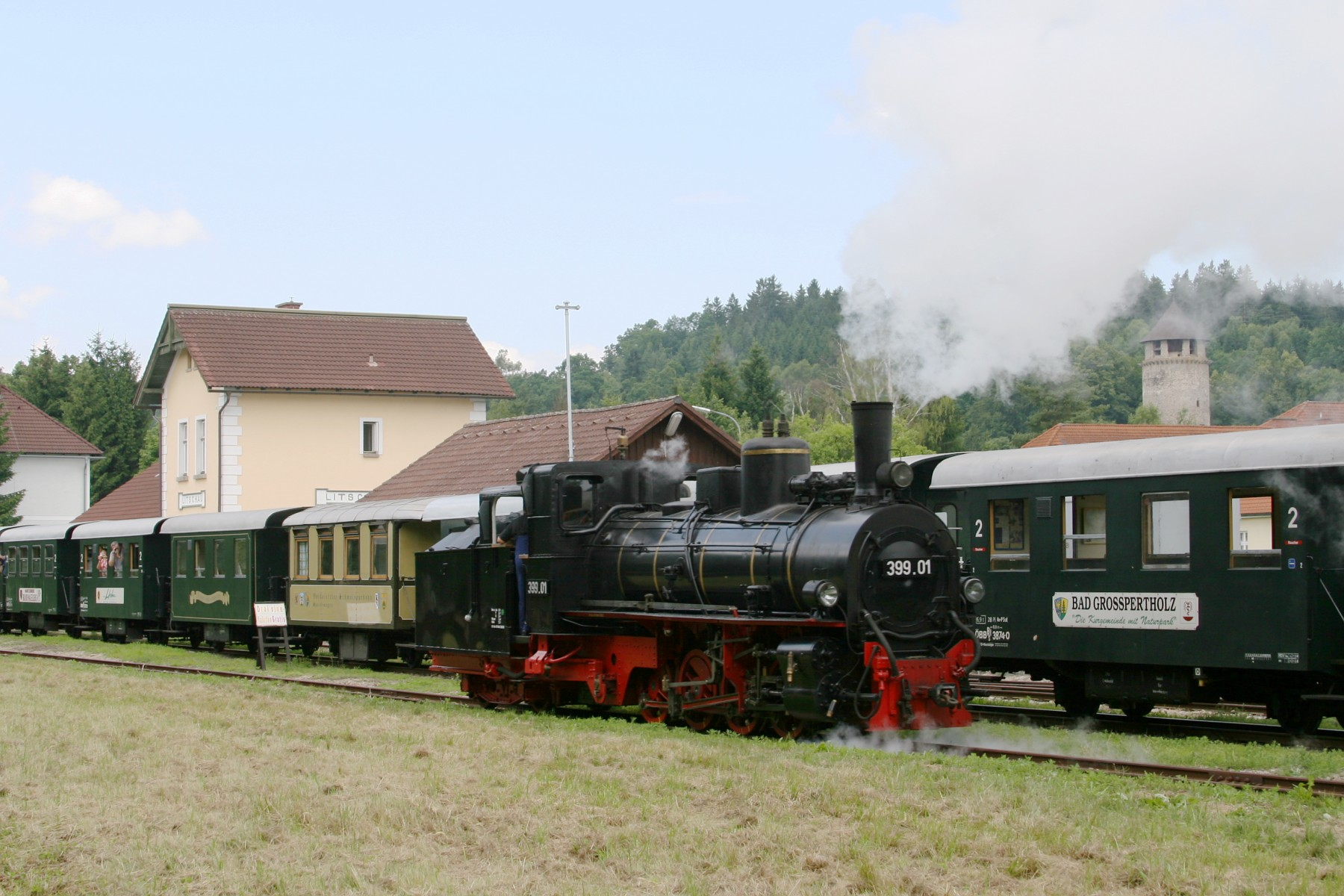
Bahnhof Litschau:Dampflokomotive

- Schloss Litschau: Das Schloss wurde um das Jahr 1260 gebaut. Es befindet sich in Besitz der Familie Seilern und Aspang und ist nicht öffentlich zugänglich.
- Katholische Pfarrkirche Litschau hl. Michael: Die Pfarrkirche steht am Stadtplatz, deren älteste Teile auf das 14. Jahrhundert datieren.
- Bahnhof: Beim 1900 eröffneten Bahnhof der Waldviertler Schmalspurbahnen wächst die nördlichste Weinrebe Österreichs, die ebenfalls so alt ist. Die Bahn ist in den Sommermonaten als Museumsbahn in Betrieb.
- Kulturbahnhof Litschau: das Bahnhofsgebäude dient heute kulturellen Veranstaltungen
- Heimatmuseum
- Strickereimuseum
- Naturschutzgebiet: Im Gemeindegebiet befindet sich das rund elf Hektar große Naturschutzgebiet Rottalmoos.

### Natur, Freizeit und Sport
- Golfplatz
- Hallenbad
- Herrensee
- Schönauer Teich

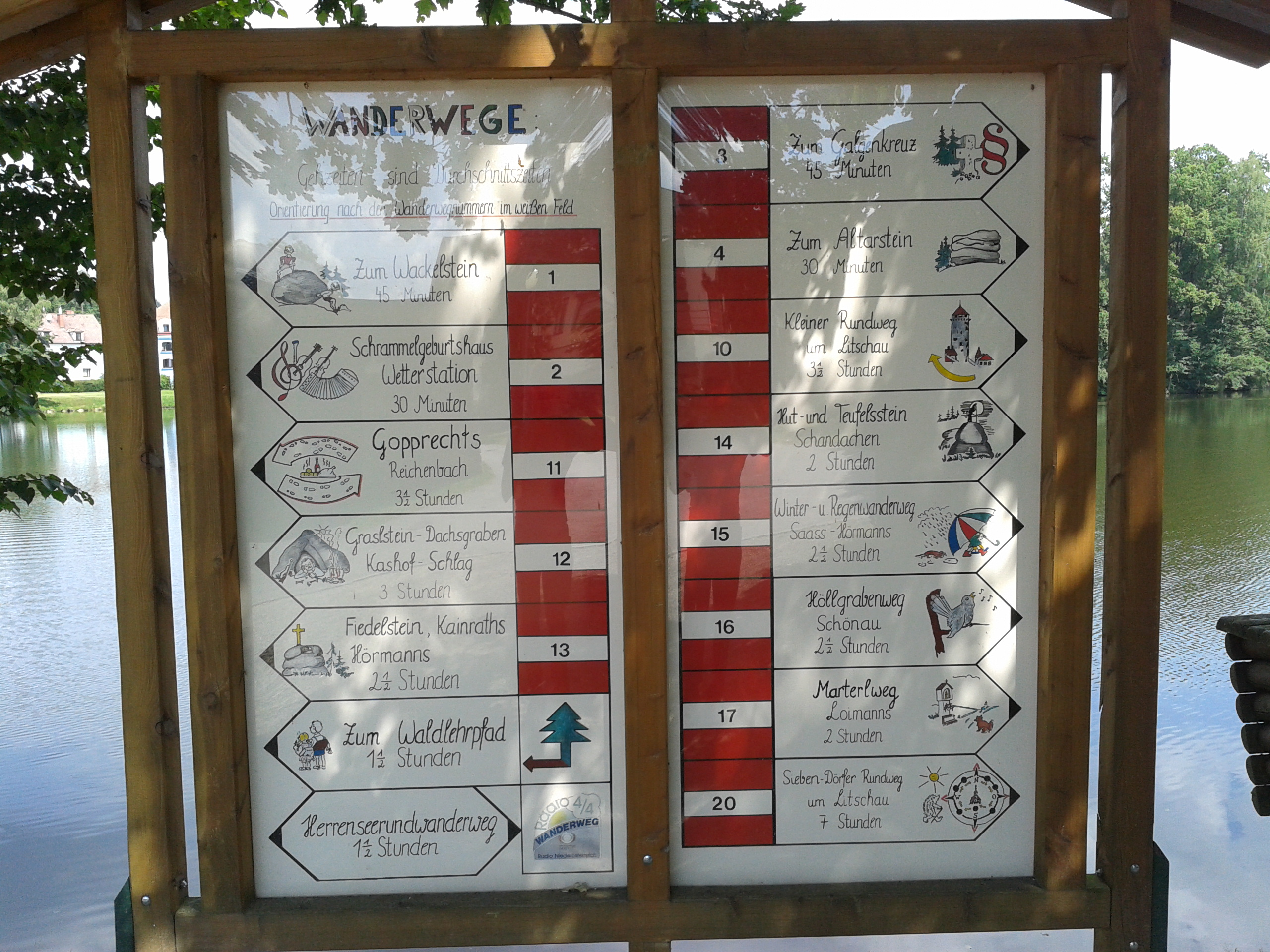
Tafel am Herrensee mit Übersicht der Wanderwege

- Wanderwege im Naturschutzgebiet: Im Gemeindegebiet befindet sich das rund elf Hektar große Naturschutzgebiet Rottalmoos. Rund um Litschau gibt es zahlreiche Rad- und Wanderwege. Zwei der insgesamt 16 markierten Wanderwege mit einer Gesamtlänge von 180 km sind der Rundgang um den Herrensee (4,5 km) und der Waldlehrpfad in der Nähe des Schlosses. Die beiden längsten Rundwege für sehr sportliche und ausdauernde Wanderer sind der 7-Dörfer-Rundweg (31 km) und der Litschauer Marathonweg (42,2 km). Kürzere Wanderwege sind unter anderen auch der Fiedelsteinweg und der Höllgrabenweg (jeweils 10 km). Durch den Ort verläuft auch der Eisenwurzen-Weitwanderweg. Litschau gehört mit fünf weiteren Gemeinden zur 'Erlebnisregion Waldviertel NORD'.

1960 fand auf den Litschauer Gewässern einmalig ein Motorbootrennen statt, es zählte zur Europameisterschaftsserie der Außenbordklasse bis 175 cm³.

### Regelmäßige Veranstaltungen
- Schrammel.Klang.Festival: jährlich Anfang Juli stattfindendes Schrammel Festival auf Bühnen rund um den Herrensee; seit 2007
- Theaterfestival HIN & WEG: 2018 von Regisseur Zeno Stanek in Litschau am Herrensee gegründet. Das Festival im August bietet Theaterstücke im nördlichsten Waldviertel an schrägen Orten, Lesungen von theatralen Lieblings.Stücken in privaten Küchen... (2019: 9.–18. August)[18][19]
- Waldviertler Eisenmann (WEM): die Triathlonveranstaltung findet seit 2006 jährlich statt (außer 2010)
- IronDog: Mensch-Hund-Triathlonveranstaltung, die seit 2010 jährlich im September ausgetragen wird

## Wirtschaft und Infrastruktur
In der Gemeinde gibt es 135 land- und forstwirtschaftliche Betriebe, davon sind 48 Haupterwerbsbetriebe (Stand 2010). Im sekundären Wirtschaftssektor gibt es 30 Arbeitsstätten, vor allem in den Bereichen Herstellung von Waren und Bau. Dieser Produktionssektor beschäftigt 315 Arbeitnehmer. Der Dienstleistungssektor beschäftigt 371 Menschen in 97 Betrieben (Stand 2011). Hier gibt es die meisten Beschäftigten in der sozialen und öffentlichen Dienstleistung (165), im Handel (85) und in der Gastronomie (60).
Die Stadtgemeinde Litschau betreibt ein Biomasse-Fernheizwerk.
- Ärzte: In Litschau ordinieren praktische Ärzte und ein Zahnarzt.
- Apotheke: In der Stadt befindet sich eine Apotheke.[23]

Das Land Niederösterreich betreibt in Litschau seit 2012 ein Pflege- und Betreuungszentrum mit 84 Pflegeplätzen.

### Verkehr
- Fahrrad: Bei der Fahrradverleihstation nextbike kann nach einer einmaligen Registrierung per Telefon oder Internet für etwa ein Euro pro Stunde ein Rad ausgeliehen werden. Die Rückgabe ist wahlweise bei der ursprünglichen Verleihstation oder bei einer entsprechenden Einrichtung in den Nachbargemeinden möglich.[25]
- Bahn: Von Gmünd nach Litschau führt eine Schmalspurbahn: Waldviertler Schmalspurbahnen.[26]

### Bildung
Die Stadtgemeinde Litschau bietet einen Kindergarten, eine Volksschule und eine Mittelschule.

## Politik

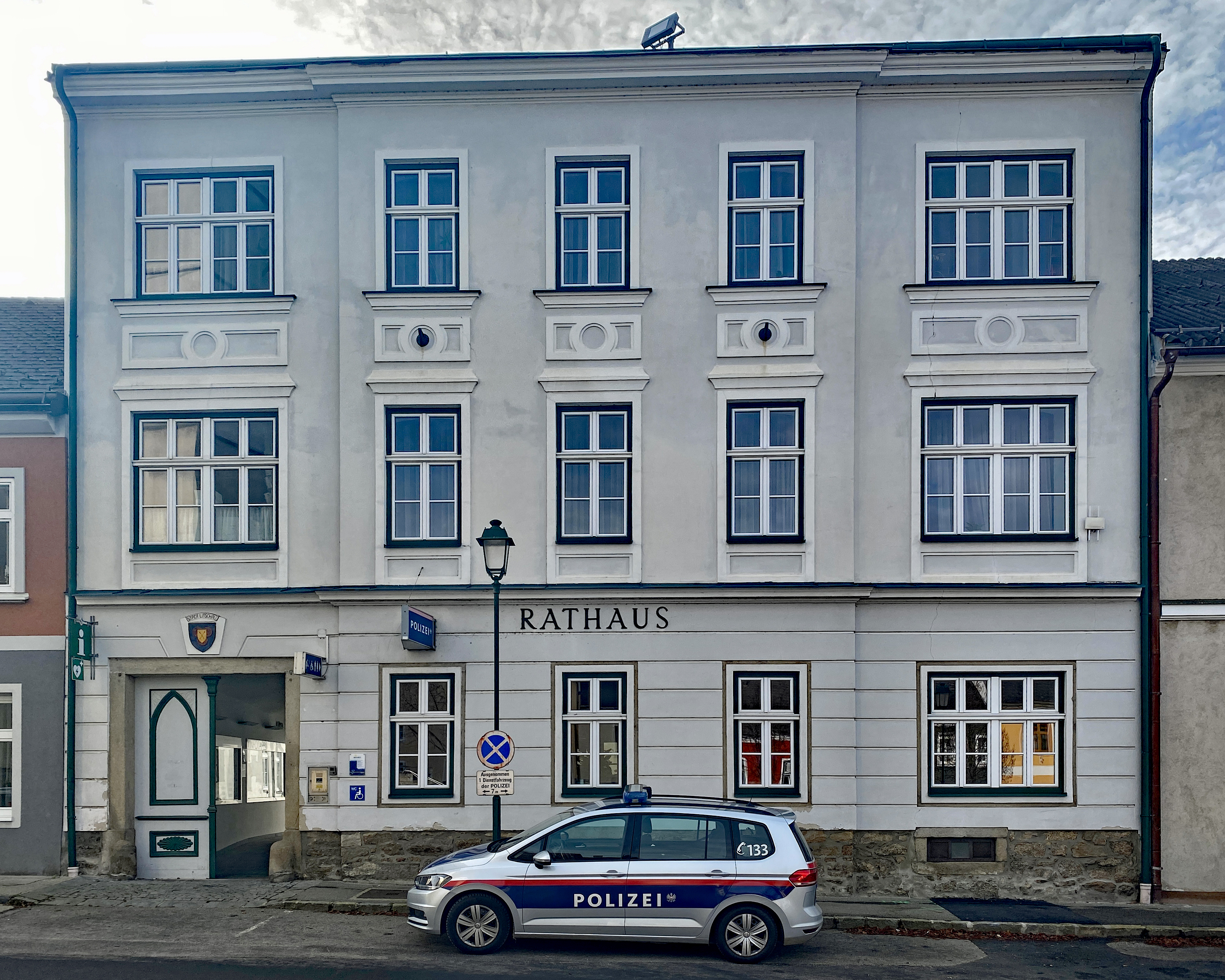
Rathaus

### Gemeinderat
Der Gemeinderat hat 21 Mitglieder.
- Nach den Gemeinderatswahlen in Niederösterreich 1990 hatte der Gemeinderat folgende Verteilung: 13 ÖVP, 5 SPÖ und 3 FPÖ.
- Nach den Gemeinderatswahlen in Niederösterreich 1995 hatte der Gemeinderat folgende Verteilung: 14 ÖVP, 5 SPÖ und 2 FPÖ.[29]
- Nach den Gemeinderatswahlen in Niederösterreich 2000 hatte der Gemeinderat folgende Verteilung: 13 ÖVP, 5 SPÖ und 3 FPÖ.[30]
- Nach den Gemeinderatswahlen in Niederösterreich 2005 hatte der Gemeinderat folgende Verteilung: 13 ÖVP, 6 SPÖ und 2 FPÖ.[31]
- Nach den Gemeinderatswahlen in Niederösterreich 2010 hatte der Gemeinderat folgende Verteilung: 14 ÖVP, 5 SPÖ und 2 FPÖ.[32]
- Nach den Gemeinderatswahlen in Niederösterreich 2015 hatte der Gemeinderat folgende Verteilung: 14 ÖVP, 5 SPÖ und 2 BBL–Bürger Bewegung Litschau.[33]
- Nach den Gemeinderatswahlen in Niederösterreich 2020 hatte der Gemeinderat folgende Verteilung: 15 ÖVP, 5 SPÖ und 1 BBL–Bürger Bewegung Litschau.[34]
- Nach den Gemeinderatswahlen in Niederösterreich 2025 hat der Gemeinderat folgende Verteilung: 15 ÖVP, 4 SPÖ und 2 BBL–Bürger Bewegung Litschau.[35]

### Bürgermeister
- 1994–2014 Otto Huslich (ÖVP)[36]
- seit 2014 Rainer Hirschmann (ÖVP)

### Wappen
Der Gemeinde wurde 2007 folgendes Wappen verliehen: In Rot zwei gekreuzte silberne Hellebarden.

## Persönlichkeiten

### Ehrenbürger der Gemeinde
- 2015: Herbert Schlosser (* 1956), ehem. Pfarrer von Litschau[38]
- 2021: Gerald Ehrlich, ehem. Gemeindearzt von Litschau, Wahlarzt, Ehrenbürger der Stadt Litschau seit 8. September 2021.[39]

### Söhne und Töchter der Gemeinde
- Kaspar Schrammel (1811–1895), Musiker und Komponist
- Willy Hengl (1927–1997), Maler und Fotograf

### Personen mit Bezug zur Gemeinde
- Hellmut Handl (1920–2012), österreichischer Mediziner, Chirurg und Künstler
- Rainer Katzenbeisser (* 1978), Kraftsportler
- Michaela Langer-Weninger (* 1979), Politikerin (ÖVP) und Landwirtin
- Ernst Molden (* 1967), Kurator des Musikprogramms am Litschauer Theaterfestival „Hin & Weg“ und hat seit 2021 einen Zweitwohnsitz am Herrensee.[40]
- Oliver Rathkolb (* 1955), österreichischer Neuzeithistoriker, aufgewachsen in Litschau
- Zeno Stanek (* 1971), Ehrenringträger der Stadt Litschau, Gründer und Intendant des „Schrammel.Klang.Festivals“ und Theaterspiele im Herrenseetheater, lebt in Hörmanns